# 김무성 (e스포츠인)
김무성(1997년 10월 9일 ~ )은 대한민국의 리그 오브 레전드 프로게임단 지도자이다. 현재 Gen.G의 코치를 맡고 있다.

## 지도자 생활
2020시즌을 앞두고 DRX의 코치로 부임했다. 2020년 8월에는 아카데미팀의 코치로 자리를 옮겼다. 2021시즌을 앞두고 1군 코치로 복귀했다. 2021 시즌이 끝나고 DRX의 코치직에서 물러났다.
2022시즌을 앞두고 Gen.G의 코치로 부임했다.

## 소속팀

### 지도자
| # | 팀명  | 직책          | 소속 기간          | 소속 리그 | 비고 |
| - | ----- | ------------- | ------------------ | --------- | ---- |
| 1 | DRX   | 코치          | 2019.12~2020.08    | LCK       |      |
| 2 | DRX   | 아카데미 코치 | 2020.08~2020.12    | LCK       |      |
| 3 | DRX   | 코치          | 2020.12~2021.11.18 | LCK       |      |
| 4 | Gen.G | 코치          | 2021.11.25~        | LCK       |      |

## 수상 내역

### 지도자
- 리그 오브 레전드 챔피언스 코리아 서머 2020 준우승
- LCK 아카데미 시리즈 2020 8월 대회 우승
- LCK 아카데미 시리즈 2020 챔피언십 우승
- 2022 리그 오브 레전드 챔피언스 코리아 스프링 준우승
- 2022 리그 오브 레전드 챔피언스 코리아 서머 우승
- 리그 오브 레전드 월드 챔피언십 2022 4강